# Idaea planissima
Idaea planissima är en fjärilsart som beskrevs av Louis Beethoven Prout 1939. Idaea planissima ingår i släktet Idaea och familjen mätare. Inga underarter finns listade i Catalogue of Life.